# کوروم

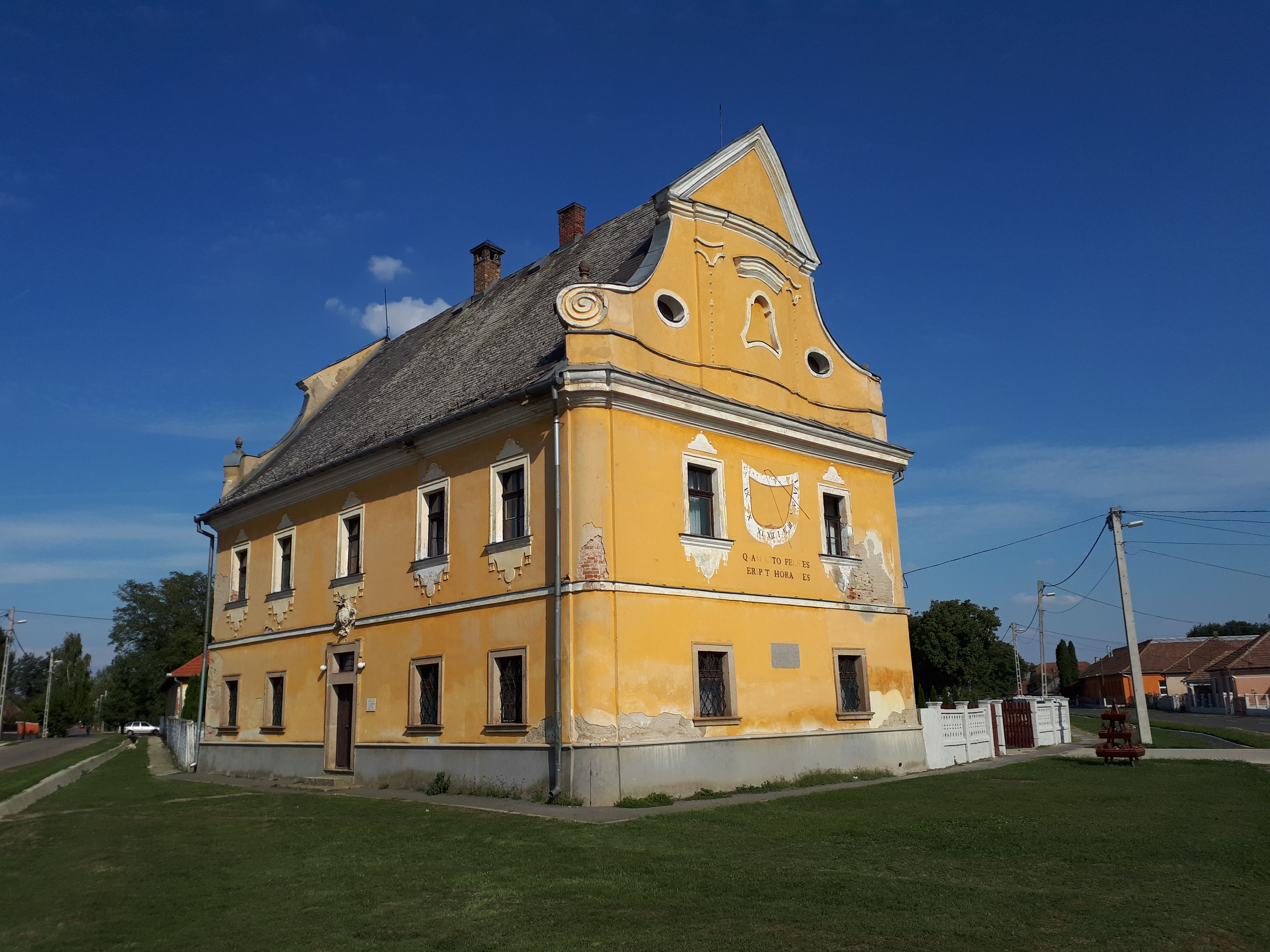
کوروم، مجارستان

کوروم (به مجاری:  Köröm) یک منطقهٔ مسکونی در مجارستان است که در ناحیه میشکولتس واقع شده‌است.